# King Seat
Der King Seat ist ein Hügel in den Pentland Hills. Die 463 m hohe Erhebung liegt an der Ostflanke des südlichen Teils der rund 25 km langen Hügelkette in der schottischen Council Area Scottish Borders.
Die nächstgelegenen Ortschaften sind West Linton sowie der Weiler Carlops drei Kilometer südöstlich beziehungsweise fünf Kilometer nordöstlich. Zu den umgebenden Hügeln zählen der Craigengar und der Byrehope Mount im Nordwesten, der Faw Mount im Nordosten sowie der Catstone Hill im Südwesten.

## Umgebung
An den Flanken des King Seat entspringen mehrere Bäche. Drei von der Nord- beziehungsweise Ostflanke abfließende Bäche münden südlich des Baddinsgill Reservoir in das abfließende Lyne Water. Ein weiterer, an der Westflanke entspringender Bach mündet in den Hauptzufluss des West Water Reservoirs. Dieser 1969 eingerichtete Stausee schmiegt sich an die südlichen Hänge des King Seat und dient der regionalen Wasserversorgung.
Bei Niedrigwasser bilden sich im West Water Reservoir verschiedene Inseln. Durch Erosion wurde auf einer der Inseln ein bronzezeitlicher Friedhof freigelegt, der umfassend archäologisch erfasst wurde und die frühzeitliche Nutzung des Hügels belegt.